# Островський Олександр Олександрович
Олекса́ндр Олекса́ндрович Остро́вський (нар. 14 липня 1964, с. Житні Гори, Рокитнянський район, Київська область, Українська РСР — 14 червня 2014, м. Маріуполь, Донецька область, Україна) — співробітник ДПСУ, учасник російсько-української війни.

## Життєпис
Олександр Островський народився 1964 року в селі Житні Гори на Київщині. Закінчив Житньогірську загальноосвітню школу.
Водій роти забезпечення Центральної бази зберігання та постачання Державної прикордонної служби України, військова частина 1471, с. Савинці, Київська область. Мешкав у м. Узин Білоцерківського району. Одружений.
У зв'язку з російською збройною агресією проти України брав участь в антитерористичній операції на Сході України. У червні разом із прикордонниками Оршанського навчального центру ДПСУ відбув на Схід для супроводження та заміни складу мото-маневреної групи тактичного угрповання «Кордон». 13 червня 2014 року прикордонники прибули до розташування Бердянського прикордонного загону.

## Обставини загибелі
14 червня 2014 року близько 10:00 на околиці міста Маріуполя, в районі заводу «Азовсталь», терористами із засідки була обстріляна колона автомобілів Державної прикордонної служби, яка направлялась на ротацію до підрозділів ДПСУ із вантажем провізії та речового майна. Колону чекали і для засідки обрали відкрите пристріляне місце на мосту. Терористи зробили по колоні три постріли з гранатометів і відкрили вогонь з автоматів. Один постріл з гранатомету влучив у кабіну автомобіля МАЗ, який перевозив боєприпаси. В кабіні перебували службовець (водій) Олександр Островський і прапорщик Володимир Гречаний. Внаслідок вибуху Островський одразу загинув, а Гречаний дістав тяжкі поранення і помер на операційному столі в Маріупольській міській лікарні. Другий постріл з гранатомета потрапив у задню частину автобуса, який перевозив особовий склад. Військовослужбовці покинули машину та вступили у бій. По них працювали снайпери. Майор Микола Зайцев і старшина Сергій Єпіфанов загинули від снайперських куль у голову, коли переміщувалися до укриття, майору Віталію Вінніченку — розривна куля влучила у бік, за годину він помер у кареті швидкої допомоги. Бій тривав близько півгодини, загинули 5 прикордонників. Згодом на допомогу надійшла група з Донецького прикордонного загону, а за кілька хвилин і бійці Національної гвардії. Ще 7 прикордонників у тому бою зазнали поранень.
17 червня прощання із загиблими прикордонниками пройшло в селищі Оршанець на Черкащині, де розташований Навчальний центр прикордонної служби ДПСУ, у якому вони служили.
Похований в с. Житні Гори
Родина Островських забезпечена квартирою в центрі селища Рокитне.

## Нагороди та відзнаки
- Орден «За мужність» III ст. (09.04.2015, посмертно) — за особисту мужність і високий професіоналізм, виявлені у захисті державного суверенітету та територіальної цілісності України, вірність військовій присязі[6].
- Нагрудний знак «За мужність в охороні державного кордону».

## Вшанування пам'яті
- 9 травня 2015 рок у с. Житні Гори на території Житньогірської ЗОШ І-ІІІ ступенів, де навчався Олександр Островський, відкрито меморіальну плиту на його честь[7].
- 17 червня 2017 року в Маріуполі, під час урочистостей з нагоди річниці визволення Маріуполя від бойовиків було відкрито меморіальний пам'ятник з іменами воїнів-прикордонників, які загинули від рук терористів 14 червня 2014 року. Меморіал було встановлено на пост-мосту, де загинули прикордонники. Поряд з ним встановлений прикордонний стовп — символ української землі, за яку прикордонники віддали свої життя[2][8].